# Jean Jacques Abrahams
Jean Jacques Abrahams (Etterbeek, 1935 — Brussel, 2015), ook wel de man met de bandopnemer genoemd, was een Joods-Brusselse auteur en advocaat. 

## Leven en werk

### De man met de bandopnemer
Vanaf zijn veertiende werd Abrahams naar een psychoanalyticus gestuurd. Na jarenlang therapie te hebben gevolgd, bracht Abrahams in 1967 een bandopnemer mee naar zijn psychoanalytische sessie. Hij vroeg de analist om verantwoording voor diens methodiek en voor het feit dat deze niet (langer) heilzaam was. Zolang het opnameapparaat in werking was, weigerde de psychoanalyticus echter te spreken. Abrahams beëindigde de geluidsopname wanneer de analist om hulp riep en ermee dreigde de politie te bellen.

### Polemiek in Les Temps modernes
De confrontatie tussen Abrahams en zijn analist werd opgepikt door voor- en tegenstanders van de psychoanalyse. In april 1969 publiceerde Jean-Paul Sartre de dialoog tussen Abrahams en zijn analist in Les Temps modernes. De dialoog ging vergezeld van een stuk waarin Sartre de publicatie ervan verdedigde en twee tegenreacties hierop van mede-redacteurs, Jean-Bertrand Pontalis en Bernard Pingaud. De publicatie van de 'psychoanalytische dialoog' zorgde voor een breuk in de redactie van het tijdschrift. Pontalis en Pingaud verlieten Les Temps modernes niet lang na de uitgave van Abrahams’ tekst.

### Vervolg
In september 1969 speelde Abrahams de opname af in de marge van het programma van het Antwerpse kunst- en communicatiecentrum A37 90 89, terwijl Marcel Broodthaers zijn MUSEUM VOOR MODERNE KUNST / Département des Aigles / Sectie XVIIe Siècle opende.
In 1972 werd de opname uitgezonden door France Culture. Datzelfde jaar vermeldden Gilles Deleuze en Félix Guattari de aanvaring tussen Abrahams en zijn analyticus in het eerste deel van L'Anti-Oedipe (1972). Zeven jaar na Les Temps modernes gaf ook het Parijse tijdschrift Tel Quel de beruchte dialoog uit. In 1976 verscheen Abrahams' boek L'homme au magnétophone bij Le Sagittaire. In een artikel naar aanleiding van de publicatie plaatste het Franse dagblad Le Monde de man met de bandopnemer in het rijtje van grote casussen uit de psychoanalyse, na de Wolvenman en de Rattenman. In de jaren die volgen wordt Abrahams' boek vertaald in het Duits, Italiaans en Portugees.

## Primaire bronnen
- Audio: Abrahams, J.J. (1967). L’homme au magnétophone[5]
- Abrahams, J.J. (1979). L’uomo col magnetofono. Milaan: Bompiani
- Abrahams, J.J. (1978). O Homem do Gravador. Imago: Rio de Janeiro
- Abrahams, J. J. (1977). L’uomo col magnetofono. Milaan: L’Erba Voglio
- Abrahams, J. J. (1976). L’homme au magnétophone. Parijs: Le sagittaire
- Abrahams, J.J. (1976) “L’homme au magnétophone”. Tel Quel, p.35-40
- Abrahams, J.J. (1969). “Dialogue psychanalytique”. Les Temps modernes #274

## Secundaire bronnen
- Deleuze, G. & Guattari F. (1972). Anti-Oedipus. Parijs: Minuit, p. 63
- Pingaud, B. (1969) “Réponse à Sartre”. Les Temps Modernes, #274, p. 1821-1823
- Pontalis, J.B. (1969) “Réponse à Sartre”. Les Temps Modernes, #274, p.1820
- Sartre, J.P. (1969) “l’Homme au magnétophone”. Les Temps Modernes, n° 274, p. 1813-1819

## Verwijzingen
1. ↑  https://tijdschriftterras.nl/de-man-met-de-magnetofoon/. Gearchiveerd op 1 april 2023.
2. ↑  https://www.cairn.info/revue-les-temps-modernes-2013-3-page-319.htm. Gearchiveerd op 10 december 2020.
3. ↑  Gearchiveerde kopie. Gearchiveerd op 8 oktober 2019. Geraadpleegd op 8 oktober 2019.
4. ↑  https://www.lemonde.fr/archives/article/1976/02/21/l-homme-au-magnetophone_2958622_1819218.html. Gearchiveerd op 14 april 2021.
5. ↑  https://cequisecret.net/node/381. Gearchiveerd op 28 mei 2023.